# Antonio Ordóñez
Antonio Ordóñez Araujo (Ronda, 16 febbraio 1932 – Siviglia, 19 dicembre 1998) è stato un torero spagnolo.

## Biografia
Era figlio di Cayetano Ordóñez, il prototipo del personaggio di Pedro Romero, il matador del romanzo Fiesta di Ernest Hemingway ed è stato uno dei migliori toreri del suo tempo.
Durante la sua vita, Ordóñez ha incontrato numerosi scrittori e attori e ha anche recitato in alcuni film. Fu amico di Hemingway che, nel saggio Un'estate pericolosa, descrisse la sua rivalità con il matador Luis Miguel Dominguín ed entrò in amicizia anche con il regista Orson Welles, tanto che le sue ceneri sono sepolte nella tenuta del torero.

### Vita privata e morte
Ordóñez si sposò con Carmen Cristina González da cui ebbe due figlie, Ana Belén Ordóñez e Carmen Ordóñez. Carmen sposò in seguito il matador Paquirri e anche i suoi figli Francisco Rivera Ordóñez e Cayetano Rivera Ordóñez sono toreri.
Ordóñez è morto di cancro al fegato il 19 dicembre 1998 e le sue ceneri riposano sotto il toril (il cancello che viene aperto per consentire al toro di entrare nell'arena) della plaza de toros di Ronda. In suo onore è stato eretto a Malaga un monumento alle porte dell'arena La Malagueta.